# 壶口镇 (吉县)
壶口镇，是中华人民共和国山西省临汾市吉县下辖的一个乡镇级行政单位。2021年5月，撤销东城乡，整建制并入壶口镇。

## 行政区划
壶口镇下辖以下地区：
中市村、南垣村、陈家岭村、存心村、留村和南村坡村。